# Зенкович, Александр Фёдорович
Александр Фёдорович Зенкович (1864—1914) — полковник, герой Первой мировой войны.

## Биография
Родился 19 февраля 1864 года. Образование получил в Поречском городском училище, по окончании которого 18 марта 1882 года был зачислен в Виленское пехотное юнкерское училище. Выпущен 1 сентября 1885 года подпоручиком в 113-й пехотный Старорусский полк. 1 сентября 1889 года произведён в поручики и 15 марта 1897 года — в штабс-капитаны, после чего был переведён на Дальний Восток в 22-й Восточно-Сибирский стрелковый полк. 6 мая 1900 года получил чин капитана.
В 1900—1901 годах Зенкович принимал участие в Китайском походе, а в 1904—1905 годах — в русско-японской войне. В последней кампании он был контужен и за отличие награждён орденами св. Анны 3-й степени с мечами и бантом (1904), св. Станислава 2-й степени с мечами (1904), св. Анны 2-й степени с мечами (1905) и св. Владимира 4-й степени с мечами и бантом (1905). 17 марта 1906 года ему было пожаловано Золотое оружие с надписью «За храбрость». Также в 1905 году он был произведён в подполковники (со старшинством от 18 апреля 1904 года).
16 октября 1909 года Зенкович получил чин полковника. 18 августа 1912 года он был назначен командиром 31-го Сибирского стрелкового полка, которым командовал менее месяца, поскольку уже 14 сентября он был переведён на должность командира в 24-й Сибирский стрелковый полк.
В Первой мировой войне Зенкович сражался в Польше и был тяжело ранен в ноябрьских боях, скончался от ран 2 декабря 1914 года. Высочайшим приказом от 20 мая 1915 года он посмертно был награждён орденом св. Георгия 4-й степени
За то, что в бою у д. Галкова 10 и 11 ноября 1914 г. неоднократно лично водил в штыковую атаку остатки своего полка под сильным орудийным, ружейным и пулемётным огнём противника и, отвелкая тем на себя большую часть германского отряда, спасал соседние части дивизии от опасности быть отрезанными превосходными силами неприятеля; будучи окружён, с остатками своего полка пробился и не оставил неприятелю никаких трофеев.